# Hakim Noury
Pour les articles homonymes, voir Noury.
Hakim Noury (en arabe :حكيم نوري) est un réalisateur marocain né en 1952 à Casablanca.

## Filmographie

### Réalisateur
- Sans paroles
- Le Facteur
- Taxi
- L'électricien
- La Bonne
- Le marteau et l'enclume
- L'Enfance volée
- Voleur de rêves
- Cinéma Impérial (Cinq Films pour Cent Ans)
- Un Simple Fait Divers
- Destin d’une femme
- Elle est diabétique, hypertendue et elle refuse de crever
- Une Histoire d'amour
- Elle est diabétique et hypertendue et elle refuse TOUJOURS de crever
- Angoisse
- L'Espion
- Nora
- Le Testament
- Les Jumeaux
- Les Victimes
- Le bout du monde

### Acteur
- Coupable de Imad Noury
- No Secrets de Swel et Imad Noury
- Heavens Doors de Swel et Imad Noury
- Islamour de Saâd Chraïbi
- Les Jumeaux de Hakim Noury
- Les Victimes de Hakim Noury
- Le bout du monde de Hakim Noury
- Vis A Vis (Série Espagnole)
- Elle est diabétique et hypertendue et elle ne crèvera jamais (3) de Swel + Imad Noury